# Pëtr Ionovič Jakir
Pëtr Ionovič Jakir, in russo Пётр Ионович Якир? (Kiev, 20 gennaio 1923 – Mosca, 14 novembre 1982), è stato uno storico e dissidente sovietico.
In quanto figlio del generale sovietico Iona Ėmmanuilovič Jakir fu inviato in vari campi di rieducazione a partire dal 1937 dopo l'arresto e l'esecuzione di suo padre. Anche sua madre Sarra L. Jakir fu a sua volta arrestata e imprigionata in un gulag, venendo quindi separata da lui. Nel libro Infanzia in cattività ha in seguito registrato le proprie esperienze.
Dopo ripetuti arresti e l'ultima riabilitazione riuscì a tornare a Mosca nel 1955. Nella capitale ha lavorato poi come ricercatore presso l'Istituto di Storia dell'Accademia delle Scienze dell'URSS.